# Olmesartan
Olmesartan (łac. olmesartanum) – wielofunkcyjny organiczny związek chemiczny, antagonista receptora angiotensyny II. W formie proleku, olmesartanu medoksomilu (estru olmesartanu i medoksomilu), jest stosowany w leczeniu nadciśnienia tętniczego.

## Historia
W 1889 Robert Tigerstedt i Per Bergman wykazali, iż wyciąg płynu fizjologicznego z nerek powoduje wzrost ciśnienia tętniczego, co podłożyło podwaliny do odkrycia układu renina-angiotensyna-aldosteron. W 1975 Miguel Ondetti oraz David Cushman odkryli kaptopryl, pierwszy inhibitor konwertazy angiotensyny. Dobra kontrola ciśnienia tętniczego przez leki tej grupy ostatecznie udowodniła znaczenie układu renina-angiotensyna-aldosteron w patologii nadciśnienia tętniczego. Pierwszym antagonistą receptora angiotensyny II była odkryta w 1971 saralazyna o strukturze oligopeptydu, uzyskana poprzez zmodyfikowanie cząsteczki angiotensyny II, która jednak była nieaktywna przy przyjmowaniu doustnym. Pierwszymi związkami niepeptydowymi, które wykazywały aktywność po przyjęciu doustnym były pochodne o szkielecie imidazolu podstawionego grupą benzylową i resztą kwasu octowego Bn−Im−CH
2COOH) opracowane przez Takeda Research Group. Rozpoczęte badania kliniczne dały jednak słabe wyniki i dalsze badania tych związków zostały zaniechane, a zgłoszone przez firmę zastrzeżenia patentowe z roku 1981 opóźniły rozwój tej grupy związków.
Badania kwasów benzyloimidazolooctowych podjęte zostały później przez firmę DuPont, która, korzystając z modeli Dreidinga oraz modelowania komputerowego, opracowała związek nazwany losartan, w którym grupę karboksylową zastąpiono grupą hydroksylową, do grupy benzylowej dodano drugi pierścień benzenowy, tworząc układ bifenylowy, uzupełniony w pozycji orto pierścieniem tetrazolu. Związek ten został opatentowany w roku 1986 i wprowadzony na rynek w 1995 roku przez firmę Merck & Co. jako pierwszy doustny antagonista receptora angiotensyny II.
Kolejnym celem badaczy z firmy DuPont było uzyskanie substancji o aktywności dziesięciokrotne większej niż losartan. Dla przyspieszenia prac zrezygnowano z badań in vitro i uzyskane związki badano od razu in vivo. Zastąpienie imidazolu benzimidazolem lub imidazopirazyną dało oczekiwany wzrost aktywności, ale jedynie po podaniu dożylnym, natomiast po podaniu doustnym wyniki były słabe. Wprowadzenie hydrofilowej grupy hydroksymetylowej (−CH
2OH) w pozycji 4 imidazolu nieoczekiwanie spowodowało 2-krotny wzrost aktywności produktu (wcześniej zakładano konieczność wprowadzania układów hydrofobowych w tej pozycji) oraz korzystny profil działania doustnego. Związek ten został wybrany jako podstawa do dalszych badań, w których wyniku najlepsze wyniki uzyskano dla olmesartanu.
Następnie rozpoczęto prace na zwiększeniem biodostępności leku po podaniu doustnym. W tym celu grupa karboksylowa olmesartanu była estryfikowana różnymi ugrupowaniami. Najlepszy wynik osiągnięto dla estru medoksomilu zawierającego pięcioczłonowy pierścień węglanu etylenu. Medoksomil jest znaną cząsteczką stosowaną do estryfikacji grup karboksylowych leków. Olmesartan medoksomilu został opatentowany w 1997 roku.

## Mechanizm działania

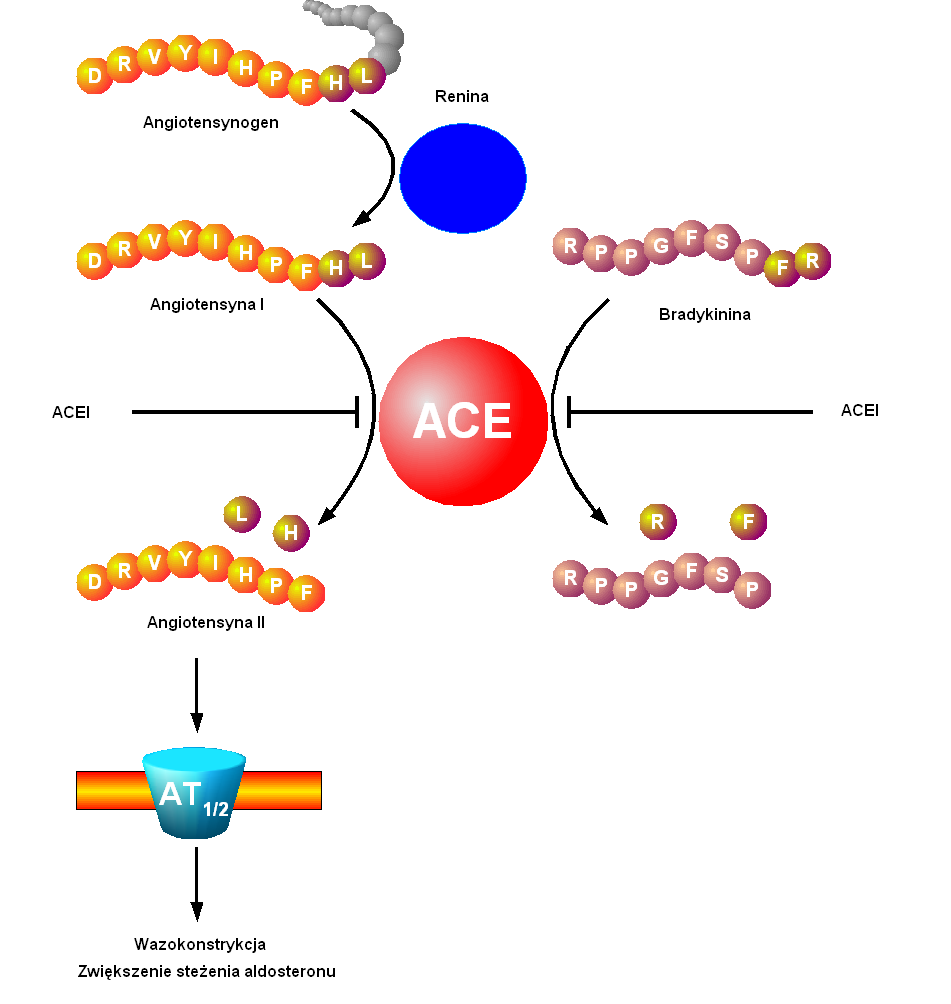
Mechanizm działania inhibitorów konwertazy angiotensyny

Angiotensyna II jest podstawowym wazoaktywnym hormonem układu renina-angiotensyna-aldosteron. Podstawową drogą jej powstawania jest przekształcenie nieczynnej angiotensyny I przez konwertazę angiotensyny (ACE) i w mniejszym stopniu przez alternatywne drogi jej tworzenia z udziałem chymazy, katepsyny G, kalikreina i toniny. Angiotesyna II posiada silne własności presyjne i mitogenne, wywiera wielokierunkowe działania biologiczne za pośrednictwem dwóch głównych typów receptorów określanych jako AT1 i AT2. Pobudzenie receptora AT1 wpływa na podwyższenie ciśnienia tętniczego poprzez działanie powodujące skurcz naczyń oraz zatrzymanie wody i sodu w organizmie. Bezpośrednie pobudzenie receptora AT2 nie wywiera wpływu na ciśnienie krwi, i chociaż jego funkcja nadal nie jest całkowicie poznana, wydaje się działać protekcyjnie na tkanki i organy poprzez działanie przeciwzapalne i przeciwwłóknieniowe. Olmesartan jest silnym selektywnym antagonistą receptora AT1 i blokuje wszystkie działania angiotensyny II zależne od pobudzania tego receptora, bez względu na źródło lub szlaku jej produkcji, poprzez zablokowanie jej wiązania z receptorem AT1 w tkance mięśniowej gładkiej.

## Farmakokinetyka
Preparatem farmaceutycznym podawanym doustnie jest prolek, olmesartan medoksomilu, który ulega szybkiemu i całkowitemu przekształceniu w olmesartan pod wpływem działania esteraz w błonie śluzowej jelita oraz w krwi żyły wrotnej w czasie wchłaniania z przewodu pokarmowego. Nie zaobserwowano różnic we wchłanianiu pomiędzy różnymi dawkami. Dostępność biologiczna wynosi 25,6% przy podaniu doustnym. Po podaniu pojedynczej dawki doustnie maksymalne stężenie we krwi osiąga po 2 godzinach. W około 99,7% wiąże się z albuminami i nie przechodzi do erytrocytów. Olmesartan ma niską objętości dystrybucji (16–29 l po podaniu dożylnym). Czas półtrwania T0,5 wynosi 12–18 godzin dla olmesartanu medoksomilu i 8–13 godzin dla olmesartanu po wielokrotnym podaniu doustnym. Olmesartan nie jest metabolizowany w wątrobie poprzez cytochrom P450.
Wydalany jest dwufazowo w 40% z moczem i 60% z kałem w postaci niezmienionej. Krążenie wątrobowo-jelitowe olmesartanu jest bardzo małe.

## Metabolizm
Po przyjęciu doustnym olmesartanu medoksomilu w osoczu krwi nie stwierdzono innych aktywnych metabolitów niż olmesartan. W badaniach ze związkiem znakowanym radioizotopowo stwierdzono, że podany prolek ulega szybkiemu i całkowitemu przekształceniu w olmesartan w błonie śluzowej przewodu pokarmowego, krwi wrotnej i wątrobie, i dopiero wówczas przedostaje się do krążenia ogólnego. Wolny olmesartan nie jest dalej metabolizowany i jest wydalany w postaci niezmienionej w 40% z moczem i w 60% z żółcią.
W badaniach hydrolizy olmesartanu medoksomilu in vitro nie wykryto obecności wolnego medoksomilu (oznaczenie kodowe RNH-8097), co wskazuje, że prawdopodobnie proces ten polega na ataku anionu hydroksylowego na karbonylowy atom węgla pierścienia medoksomilu z uwolnieniem olmesartanu i związku pośredniego ulegającego spontanicznej dekarboksylacji do diacetylu. Mechanizm ten jest zgodny z opublikowanymi wcześniej reakcjami hydrolizy innych proleków, w których grupa karboksylowa była zestryfikowana medoksomilem.

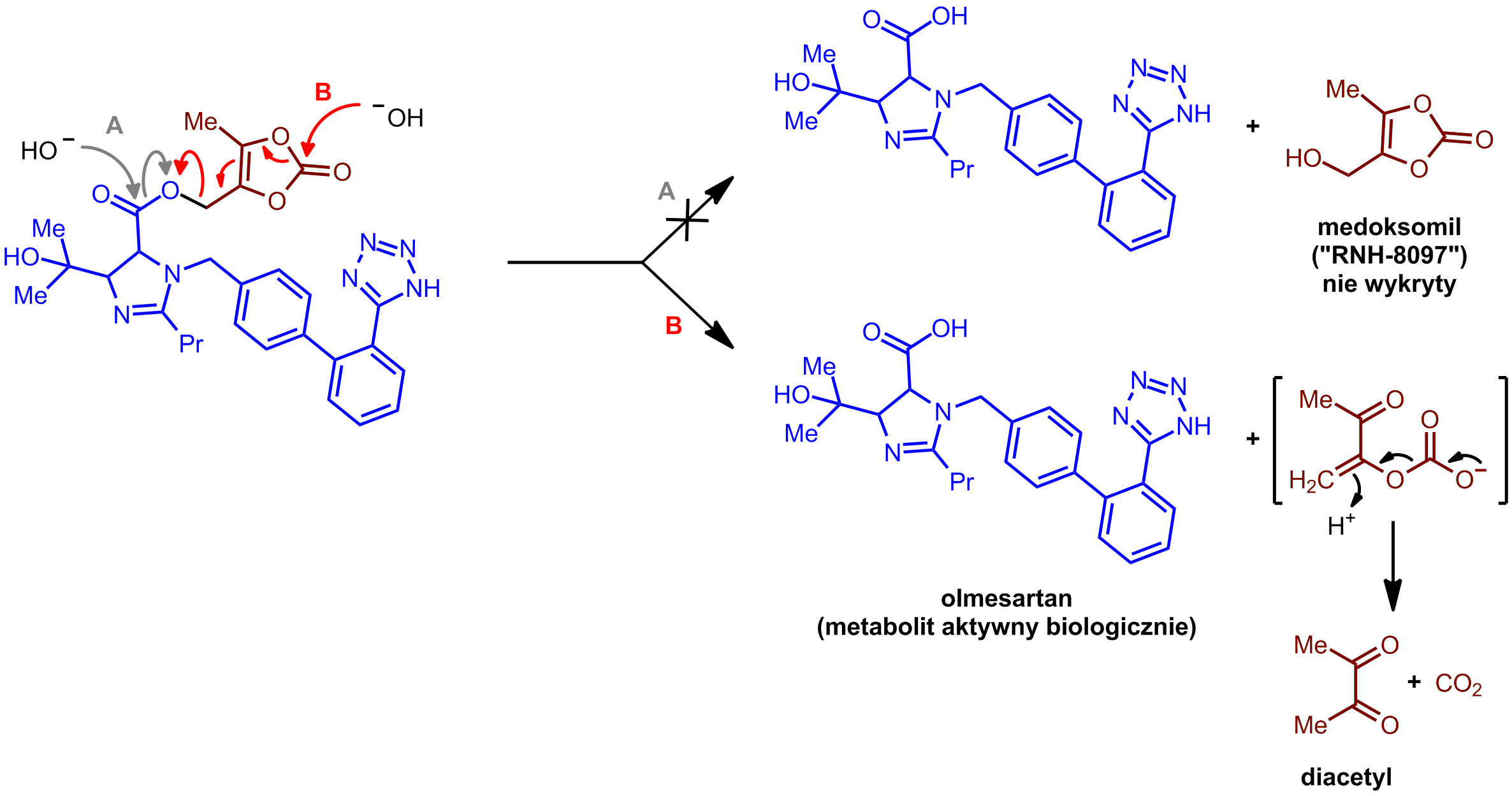
Przypuszczalny metabolizm olmesartanu medoksomilu do aktywnego biologicznie olmesartanu

## Zastosowania

### Wskazania
Leczenie pierwotnego nadciśnienia tętniczego.

### Zastosowania w trakcie badań
Leczenie mikroalbuminurii w przebiegu nadciśnieniowego uszkodzenia nerek.

### Wytyczne ESH/ESC 2013
Aktualne wytyczne leczenia nadciśnienia wydane przez Europejskie Towarzystwo Nadciśnienia Tętniczego (ESH) oraz Europejskie Towarzystwo Kardiologiczne (ESC) zalecają stosowanie antagonistów receptora angiotensyny II w następujących sytuacjach klinicznych (równolegle do leków z innych grup):
- przerost lewej komory
- mikroalbuminuria oraz białkomocz
- dysfunkcja oraz schyłkowa niewydolność nerek
- przebyty udar mózgu oraz zawał mięśnia sercowego
- niewydolność serca
- prewencja migotania przedsionków oraz migotanie przedsionków
- zespół metaboliczny
- cukrzyca

## Interakcje
Amiloryd – jednoczesne stosowanie może prowadzić do wzrostu stężenia potasu w surowicy krwi.
Digoksyna – nie stwierdzono interakcji farmakokinetycznych ani farmakodynamicznych.
Heparyna – jednoczesne stosowanie może prowadzić do wzrostu stężenia potasu w surowicy krwi.
Hydrochlorotiazyd – nie stwierdzono interakcji farmakokinetycznych ani farmakodynamicznych.
Niesteroidowe leki przeciwzapalne (w tym kwas acetylosalicylowy w dawkach powyżej 3 g/dobę oraz inhibitory COX-2) – mogą działać synergistycznie z olmesartanem, zmniejszając filtrację kłębuszkową. Istnieje ryzyko wystąpienia ostrej niewydolności nerek podczas jednoczesnego stosowania NLPZ i olmesartanu. Zaleca się monitorowanie czynności nerek na początku leczenia oraz regularne nawadnianie pacjenta. Jednoczesne stosowanie NLPZ i olmesartanu może zmniejszyć jego przeciwnadciśnieniowe działanie, prowadząc do częściowej utraty jego skuteczności.
Potas – jednoczesne stosowanie może prowadzić do wzrostu stężenia potasu w surowicy krwi.
Prawastatyna – nie stwierdzono interakcji farmakokinetycznych ani farmakodynamicznych.
Spironolakton – jednoczesne stosowanie może prowadzić do wzrostu stężenia potasu w surowicy krwi.
Warfaryna – nie stwierdzono interakcji farmakokinetycznych.
Węglan litu – ponieważ inhibitory enzymu konwertującego angiotensynę oraz antagonisty angiotensyny II mogą przejściowo zwiększać stężenie jonów litu w osoczu oraz powodować zwiększenie jego toksyczności, jednoczesne leczenie węglanem litu i olmesartanem wymaga wzmożonej kontroli poziomu litu we krwi.
Wodorotlenek glinu – nie stwierdzono interakcji z wodorotlenkiem glinu w środkach zobojętniających treść żołądkową.
Wodorotlenek magnezu – nie stwierdzono interakcji z wodorotlenkiem magnezu w środkach zobojętniających treść żołądkową.

## Przeciwwskazania i środki ostrożności
Istnieją następujące przeciwwskazania stosowania leku oraz sytuacje, gdy zaleca się zachowanie ostrożności:
- znana nadwrażliwość na olmesartan lub którykolwiek ze składników pomocniczych
- drugi i trzeci trymestr ciąży
- niedrożność dróg żółciowych
- galaktozemia, niedobór laktazy lub zespół złego wchłaniania glukozy-galaktozy
- zwężenie zastawki aortalnej
- zwężenie zastawki mitralnej
- kardiomiopatia przerostowa z zawężeniem drogi odpływu lewej komory
- pierwotny hiperaldosteronizm
- zwężenie tętnicy nerkowej
- nadciśnienie nerkowonaczyniowe
- ciężka zastoinowa niewydolność serca

## Działania niepożądane
Podczas badań klinicznych nie stwierdzono istotności statystycznej pomiędzy działaniami niepożądanymi w grupie pacjentów leczonych olmesartanem oraz w grupie pacjentów leczonych placebo. Podczas późniejszych obserwacji zgłoszono następujące działania niepożądane:
| Definicje częstości występowania zdarzeń niepożądanych | Definicje częstości występowania zdarzeń niepożądanych |
| ------------------------------------------------------ | ------------------------------------------------------ |
| bardzo często                                          | ≤1/10                                                  |
| często                                                 | ≥1/100 – <1/10                                         |
| niezbyt często                                         | ≥1/1000 – <1/100                                       |
| rzadko                                                 | ≥1/10 000 – <1/1000                                    |
| bardzo rzadko                                          | <1/10 000                                              |

| Układ                                  | Działanie niepożądane    | Częstość występowania |
| -------------------------------------- | ------------------------ | --------------------- |
| Krew i układ limfatyczny               | małopłytkowość           | bardzo rzadkie        |
| Metabolizm i odżywianie                | hiperkaliemia            | bardzo rzadkie        |
| Układ nerwowy                          | zawroty głowy            | bardzo rzadkie        |
| Układ nerwowy                          | bóle głowy               | bardzo rzadkie        |
| Układ oddechowy                        | kaszel                   | bardzo rzadkie        |
| Układ pokarmowy                        | bóle brzucha             | bardzo rzadkie        |
| Układ pokarmowy                        | nudności                 | bardzo rzadkie        |
| Układ pokarmowy                        | wymioty                  | bardzo rzadkie        |
| Skóra i tkanka podskórna               | świąd                    | bardzo rzadkie        |
| Skóra i tkanka podskórna               | osutki polekowe          | bardzo rzadkie        |
| Skóra i tkanka podskórna               | wysypka                  | bardzo rzadkie        |
| Skóra i tkanka podskórna               | obrzęk naczynioruchowy   | bardzo rzadkie        |
| Skóra i tkanka podskórna               | zapalenie skóry          | bardzo rzadkie        |
| Skóra i tkanka podskórna               | obrzęk twarzy            | bardzo rzadkie        |
| Skóra i tkanka podskórna               | pokrzywka                | bardzo rzadkie        |
| Mięśnie szkieletowe i tkanka podskórna | kurcze mięśniowe         | bardzo rzadkie        |
| Mięśnie szkieletowe i tkanka podskórna | mialgia                  | bardzo rzadkie        |
| Nerki i drogi moczowe                  | ostra niewydolność nerek | bardzo rzadkie        |
| Ogólne i miejscowe                     | osłabienie               | bardzo rzadkie        |
| Ogólne i miejscowe                     | złe samopoczucie         | bardzo rzadkie        |
| Ogólne i miejscowe                     | zmęczenie                | bardzo rzadkie        |
| Ogólne i miejscowe                     | somnolencja              | bardzo rzadkie        |
| Badania diagnostyczne                  | kreatynina               | bardzo rzadkie        |
| Badania diagnostyczne                  | mocznik                  | bardzo rzadkie        |
| Badania diagnostyczne                  | AspAT                    | bardzo rzadkie        |
| Badania diagnostyczne                  | AlAT                     | bardzo rzadkie        |

## Dawkowanie

### Osoby dorosłe
| dawka początkowa | maksymalna dawka | Uwagi |
| ---------------- | ---------------- | --- |
| 10–20 mg         | 40 mg            | - Jeżeli ciśnienie tętnicze nie jest kontrolowane dawką 10 mg, należy dawkę leku zwiększyć do 20 mg. - Jeżeli ciśnienie tętnicze nie jest kontrolowane dawką 20 mg, należy dawkę leku zwiększyć do 40 mg lub dołączyć lek moczopędny. - Korekta dawki powinna być dokonywana w odstępach dłuższych niż dwa tygodnie. - Maksymalną siłę działania lek osiąga po 8 tygodniach. |

### Pacjenci w podeszłym wieku
Nie ma konieczności dostosowywania dawki leku.

### Dzieci i młodzież
W Polsce olmesartan nie jest wskazany do stosowania u dzieci i młodzieży poniżej 18 roku życia.

#### Dzieci i młodzież (6–16 lat)
| masa ciała | dawka początkowa | maksymalna dawka | Uwagi                                                                          |
| ---------- | ---------------- | ---------------- | ------------------------------------------------------------------------------ |
| 20–35 kg   | 10               | 20 mg            | - Korekta dawki powinna być dokonywana w odstępach dłuższych niż dwa tygodnie. |
| ≥ 35 kg    | 20               | 40 mg            | - Korekta dawki powinna być dokonywana w odstępach dłuższych niż dwa tygodnie. |

### Dzieci (1–6 lat)
Nie udowodniono skuteczności olmesartanu w leczeniu nadciśnienia u dzieci poniżej 6 roku życia.

#### Dzieci < 1 roku
Olmesartan jest całkowicie przeciwwskazany do stosowania u dzieci poniżej 1 r.ż.

### Zaburzenia czynności nerek
Nie ma konieczności dostosowywania dawki olmesartanu u pacjentów z łagodną i umiarkowaną niewydolnością nerek:
| Klirens kreatyniny | Dawkowanie             |
| ------------------ | ---------------------- |
| > 60 ml/min        | dawka bez zmian        |
| 20–60 ml/min       | maksymalna dawka 20 mg |
| <20 ml/min         | nie należy stosować    |

### Zaburzenia czynności wątroby
Nie ma konieczności dostosowywania dawki olmesartanu u pacjentów z łagodną niewydolnością wątroby:
| stopień niewydolności wątroby | Dawkowanie             |
| ----------------------------- | ---------------------- |
| łagodny                       | dawka bez zmian        |
| umiarkowany                   | maksymalna dawka 20 mg |
| ciężki                        | nie należy stosować    |

### Wpływ na prowadzenie pojazdów
Nie przeprowadzono badań klinicznych oceniających wpływ olmesartanu na prowadzenie pojazdów i obsługę urządzeń mechanicznych. Lek może upośledzać zdolność prowadzenia pojazdów i obsługi urządzeń mechanicznych u pacjentów, u których wystąpi uczucie zmęczenia lub zawroty głowy.

### Ciąża i laktacja
Nie należy rozpoczynać leczenia olmesartanem u kobiet planujących ciążę.

#### I trymestr ciąży
- Olmesartan należy odstawić niezwłocznie po potwierdzeniu ciąży.
- Może być stosowany w I trymestrze ciąży, jeżeli nie ma możliwości jego zmiany na inny lek.

#### II i III trymestr ciąży
- Olmesartan jest całkowicie przeciwwskazany w II i III trymestrze ciąży.
- Zwiększa ryzyko śmierci płodu i noworodka.
- Może powodować niedorozwój nerek, skojarzony często z niedorozwojem płuc i deformacjami układu kostnego[4][20].

#### Okres karmienia piersią
Olmesartanu nie należy stosować w okresie karmienia piersią ze względu na brak informacji o możliwości przenikania leku do ludzkiego mleka – w przypadku konieczności jego zastosowania należy rozważyć ryzyko dla noworodka w odniesieniu do potencjalnej korzyści dla matki.

### Różnice rasowe
Siła działania olmesartanu jest niższa u pacjentów rasy czarnej, co jest spowodowane niższym poziomem reniny u tej populacji.

### Sposób zażywania
- Tabletki należy przyjmować raz dziennie, mniej więcej o tej samej porze każdego dnia, z posiłkiem lub bez posiłku[4].
- Dla dzieci i osób dorosłych niezdolnych do przyjmowania tabletek olmesartan można przygotować w formie zawiesiny doustnej do użytku wewnętrznego[20].

### Przedawkowanie
Objawem przedawkowania jest hipotensja. Brakuje specyficznych danych dotyczących postępowania w przedawkowaniu olmesartanu.
Na olmesartan nie ma swoistej odtrutki. Leczenie przedawkowania olmesartanu jest jedynie objawowe i podtrzymujące. Nie ma danych dotyczących skuteczności dializoterapii w zakresie olmesartanu.

## Preparaty
Olmesartan w preparatach znajduje się w formie proleku, olmesartanu medoksomilu.
Preparaty proste zarejestrowane w Polsce
Olimestra, Olmesartan Medoxomil Teva, Olmesartan Polpharma, Revival
Preparaty te mają postać tabletek zawierających 10–40 mg olmesartanu medoksomilu.
Preparaty złożone zarejestrowane w Polsce
Co-Olimestra, Revival Plus: olmesartan medoksomilu 20–40 mg + hydrochlorotiazyd 12,5–25 mg
Elestar: olmesartan medoksomilu 20–40 mg + amlodypina 5–10 mg
Elestar HCT: olmesartan medoksomilu 20–40 mg + hydrochlorotiazyd 12,5–25 mg + amlodypina 5–10 mg